# Ричард Арнолд
Ричард Робърт Арнолд (на английски: Richard Robert Arnold) e американски учител и астронавт на НАСА, участник в един космически полет.

## Образование
Ричард Арнолд завършва гимназия в родния си град през 1981 г. През 1985 г. завършва Университета „Фростбърг“ в Мериленд с бакалавърска степен по счетоводство. През 1988 г. получава педагогическа правоспособност в същото висше учебно заведение. През 1992 г. става магистър по природни науки в щатския университет на Мериленд.

## Служба в НАСА
Ричард Арнолд e избран за астронавт от НАСА на 6 май 2004 г., Астронавтска група №19. Взема участие в един космически полет. Има в актива си две космически разходки с обща продължителност 12 часа и 34 минути.

## Полет
Ричард Арнолд лети в космоса като член на екипажа на една мисия:
| Космически полет на Ричард Робърт Арнолд                         | Космически полет на Ричард Робърт Арнолд | Космически полет на Ричард Робърт Арнолд | Космически полет на Ричард Робърт Арнолд | Космически полет на Ричард Робърт Арнолд | Космически полет на Ричард Робърт Арнолд | Космически полет на Ричард Робърт Арнолд |
| №                                                                | Дата                                     | КК                                       | Емблема на мисията                       | Функции                                  | Продължителност                          |                                          |
| ---------------------------------------------------------------- | ---------------------------------------- | ---------------------------------------- | ---------------------------------------- | ---------------------------------------- | ---------------------------------------- | ---------------------------------------- |
| 1                                                                | 15 март 2009                             | „Дискавъри“, мисия STS-119               |                                          | Специалист на мисията                    | 12 денонощия 19 часа 29 мин. 33 сек.     |                                          |
| Сумарно време в космоса – 12 денонощия 19 часа 29 минути 33 сек. |                                          |                                          |                                          |                                          |                                          |                                          |